# Laurentius Laurinus den yngre
Laurentius Laurinus den yngre, född 27 augusti 1613 i Häradshammars socken, död 20 november 1672 i Stockholm, var en svensk präst i Skeda församling och S:t Laurentii församling.

## Biografi
Laurentius Laurinus den yngre föddes 27 augusti 1613 i Häradshammars socken. Han var son till kyrkoherden Laurentius Laurinus. Laurinius blev 6 mars 1631 student vid Uppsala universitet och 1639 magister i Wittenberg. Efter fortsatte han att utomlands och blev bland annat krönt till kejserlig poet. Laurinius återvände till Sverige 1641 och blev 1642 latinlektor ("eloguentiae & poëseos") vid Linköpings gymnasium. Han prästvigdes 22 augusti 1643 och blev 1644 filosofilektor ("logices") i Linköping. År 1650 blev han historielektor ("historiarum & moralium") i Linköping. Poenitentiarus publicus blev han 1656. Laurinus blev 1657 förste teologi lektor i Linköping samt kyrkoherde i Skeda församling. Den 3 augusti 1659 blev han kyrkoherde i S:t Laurentii församling, Söderköping och samma år blev han även kontraktsprost i Hammarkinds kontrakt. Laurinus avled 20 november 1672 under riksdagen i Stockholm.
Laurinus var riksdagsman och deltog i riksdagen 1658, riksdagen 1660 och riksdagen 1672. Han fick under sin levnadstid Gulltorps kvarn som gåva.

### Familj
Laurinus gifte sig 19 juni 1641 med Helena Wallerius (1620–1695). Hon var dotter till kyrkoherden Laurentius Wallerius och Catharina Ungius i Högsby socken. De fick tillsammans barnen kyrkoherden Christophorus Laurinus i Törnevalla församling, översten och kommendanten Johan Laurin (1643–1698), notarien Lars Laurin (1644–1672) i Stockholm, Eric Laurin (född 1645), Elisabeth (Lispetta) Laurin som var gift med kyrkoherden Johan Widman i Alsike församling, Ingeborg Laurin, Margareta Laurin som var gift med domprosten Olavus Johannis Wong i Linköpings församling, Catharina Laurin som var gift med kyrkoherden Petrus Drysenius i Kättilstads församling, Brigitta Laurin (död 1675) som var gift med rådmannen Jonas Linneman i Norrköping, Helena Laurin (1660–1663), Anna Laurin (född 1662) som var gift med drabanten Jakob Ridderborg, Samuel Laurin (1664–1665), Christina Laurin (1666–1668) och åtta barn som troligen dog vid födseln.